# Letland op het Eurovisiesongfestival 2001
Letland nam deel aan het Eurovisiesongfestival 2001 in Kopenhagen, Denemarken. Het was de 2de deelname van het land op het Eurovisiesongfestival. De selectie verliep via het jaarlijkse Eirodziesma, waarvan de finale plaatsvond op 24 februari 2001. LTV was verantwoordelijk voor de Letse bijdrage voor de editie van 2001.

## Selectieprocedure
De nationale finale werd gehouden in de studio's van de nationale omroep in Riga en werd gepresenteerd door Horens Stalbe & Dita Torstere.
In totaal deden er 10 artiesten mee aan deze finale en de winnaar werd gekozen door middel van een mix van jury en televoting. De punten telden voor 80% van de punten mee en de televoting voor 20%.

| Volgorde | Artiest                            | Lied                    | Punten | Plaats |
| -------- | ---------------------------------- | ----------------------- | ------ | ------ |
| 1.       | Gunārs Kalniņš                     | Pērles un dimanti       | 20     | 8      |
| 2.       | Shake and Bake                     | Spirit Of Love          | 36     | 4      |
| 3.       | Marija Naumova                     | Hey, Boy, Follow Me     | 38     | 3      |
| 4.       | Tumsa                              | It’s Not The Ending     | 36     | 4      |
| 5.       | Labvēlīgais tips                   | Koka klucis Konstantīns | 33     | 6      |
| 6.       | Madara Celma & Kristaps Krievkalns | Staying Alive           | 10     | 9      |
| 7.       | Linda Leen & Lauris Reiniks        | I Wish I Knew           | 40     | 2      |
| 8.       | Yana Kay                           | Falling Into You        | 5      | 7      |
| 9.       | Guntis Veits                       | Cita tautas dziesma     | 10     | 9      |
| 10.      | Arnis Mednis                       | Too Much                | 42     | 1      |

## In Kopenhagen
Op het festival in Denemarken moest Letland aantreden als 9de, net na Litouwen en voor Kroatië.
Op het einde van de puntentelling bleek dat Letland slechts gedeeld 18de was geworden met 16 punten.
België deed niet mee in 2001 en Nederland had geen punten over voor deze inzending.

### Gekregen punten

#### Finale
| 12 punten | 10 punten | 8 punten             | 7 punten | 6 punten |
| --------- | --------- | -------------------- | -------- | -------- |
|           |           | - Estland - Litouwen |          |          |
| 5 punten  | 4 punten  | 3 punten             | 2 punten | 1 punt   |
|           |           |                      |          |          |

### Punten gegeven door Letland

#### Finale
Punten gegeven in de finale:
| Punten    | Land                |
| --------- | ------------------- |
| 12 punten | Estland             |
| 10 punten | Denemarken          |
| 8 punten  | Rusland             |
| 7 punten  | Frankrijk           |
| 6 punten  | Zweden              |
| 5 punten  | Litouwen            |
| 4 punten  | Spanje              |
| 3 punten  | Verenigd Koninkrijk |
| 2 punten  | Griekenland         |
| 1 punt    | Duitsland           |